# Смодиш, Матьяж
Матьяж Смодиш (словен. Matjaž Smodiš; родился 13 декабря 1979 года в Трбовле, СР Словения, СФР Югославия) — словенский баскетболист, выступавший за московский ЦСКА. Играл на позициях форварда и центрового. В составе мужской сборной Словении играл на Чемпионатах Европы по баскетболу 1999, 2001, 2007, 2009, 2011.

## Биография
Во время Чемпионата Европы 2009 Матьяж Смодиш получил достаточно серьёзную травму спины, из-за которой пропустил большую часть сезона 2009/2010. Летом 2010 года он усилено занимался и сумел преодолеть её последствия. На правах свободного агента в межсезонье 2011 года подписал контракт с хорватским клубом «Цедевита».
После сезона в «Цедевите» Матьяж вернулся в клуб, где начиналась его карьера – в «Крка» из Ново-Место. В плей-офф национального чемпионата экс-армеец был признан самым полезным игроком, а «Крка» выиграл четвёртый подряд титул чемпионов Словении.
Сейчас Смодиш занимает пост генерального директора национальной команды Словении.

## Достижения

### Командные
- Обладатель Промокубка Единой лиги ВТБ 2008
- Чемпион России по баскетболу (6): 2005/2006, 2006/2007, 2007/2008, 2008/2009, 2009/2010, 2010/2011.
- Обладатель Кубка России по баскетболу (2): 2006, 2007.
- Чемпион Евролиги (3): 2000/2001, 2005/2006, 2007/2008.
- Чемпион Италии по баскетболу: 2000/2001, 2004/2005.
- Обладатель Кубка Италии по баскетболу: 2001, 2002.
- Чемпион Словении по баскетболу 1999/2000, 2012/13
- Обладатель Кубка Словении по баскетболу: 2012

### Личные
- Участник матча всех звезд Италии 2003.
- Участник матча всех звезд Словении 1999, 2000.
- В рамках премии «Золотая подкова» один раз получил «Золотую подкову» (2005), и один раз — «Серебряную подкову» (2006).
- MVP Кубка Словении по баскетболу: 2012
- MVP Чемпионата Словении по баскетболу: 2013

## Ссылка
- Матьяж Смодиш на сайте ПБК ЦСКА Москва
- Matjaz Smodis
- Матьяж Смодиш официальный фан сайт
- Досье на Матьяжа Смодиша на sports.ru
- Рождённый побеждать. Часть 1
- Рождённый побеждать. Часть 2